# Porco (gemeente)
Porco is een gemeente (municipio) in de Boliviaanse provincie Antonio Quijarro in het departement Potosí. De gemeente telt naar schatting 11.248 inwoners (2018). De hoofdplaats is Porco.

## Foto's

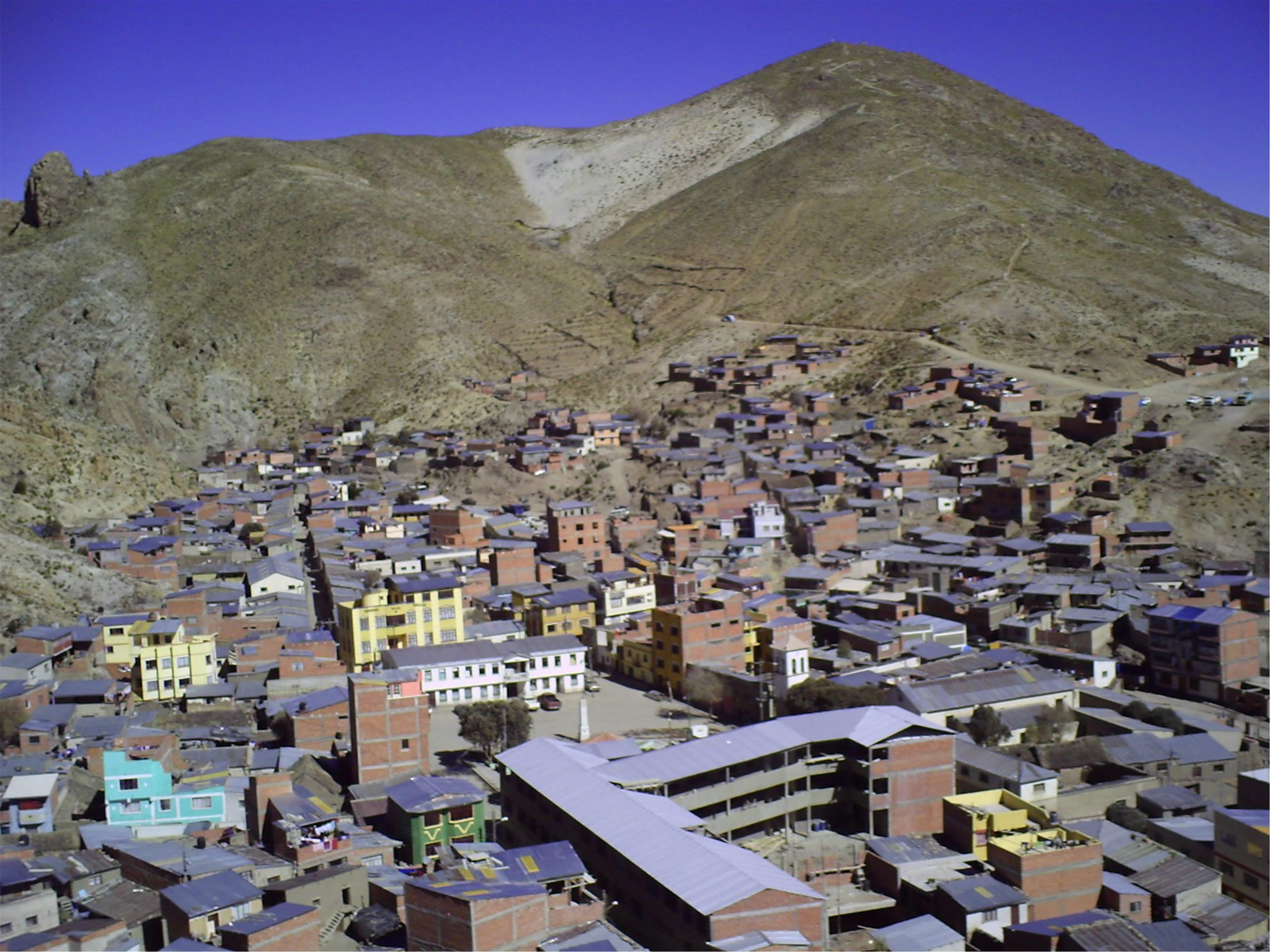
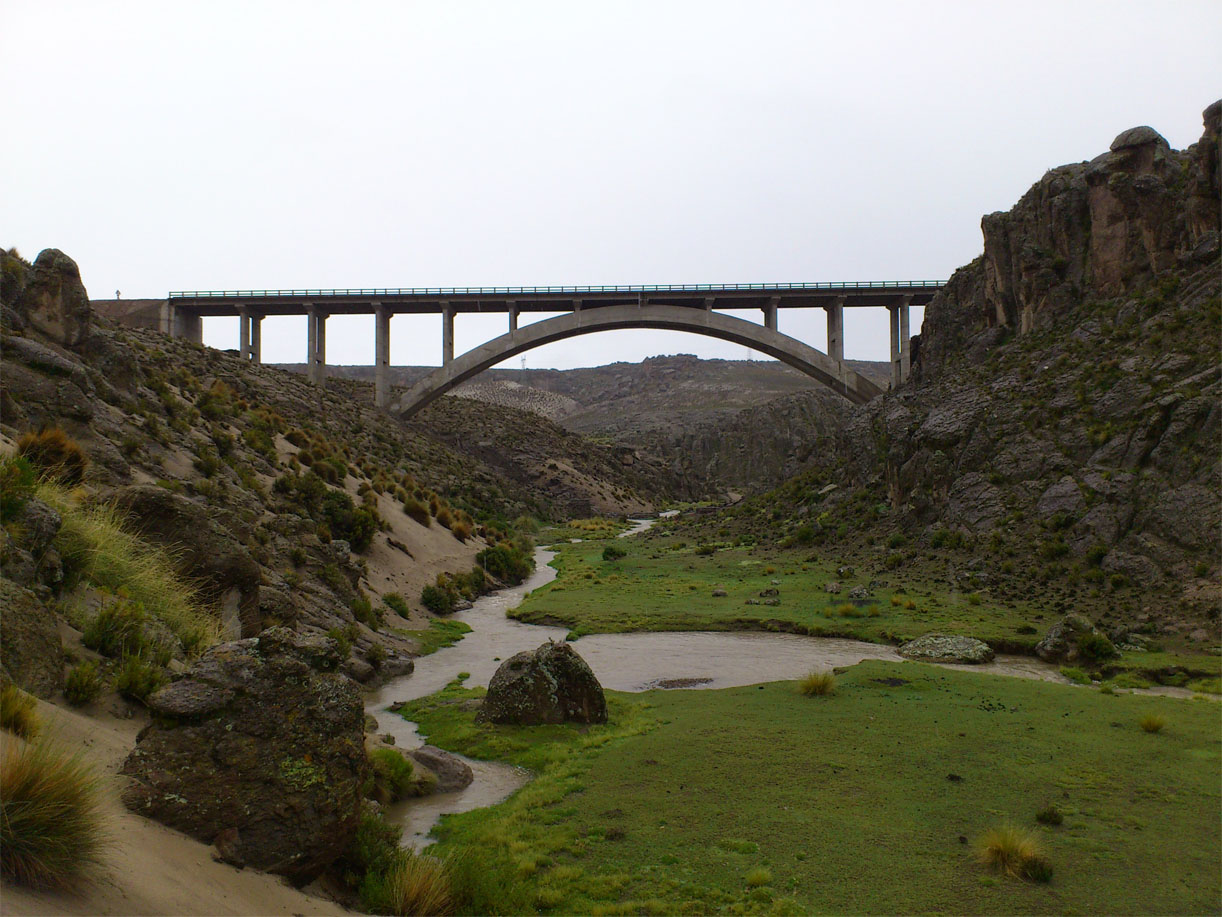
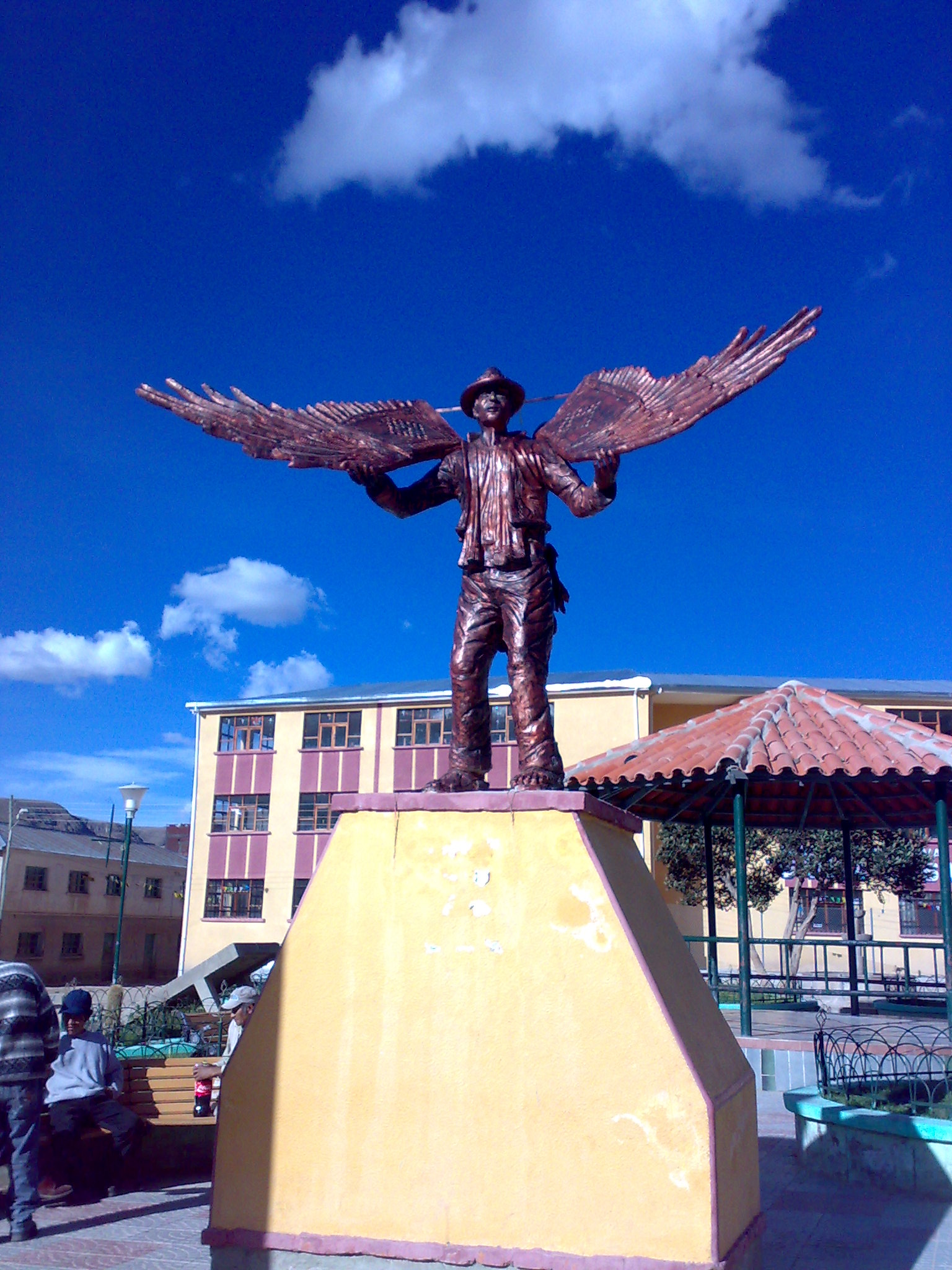